# Ľuboriečka
Ľuboriečka és un poble i municipi d'Eslovàquia. Es troba a la regió de Banská Bystrica.

## Història
La primera menció escrita de la vila es remunta al 1335.

## Demografia
| Godina             | 1994 | 2004    | 2014    | 2024   |
| ------------------ | ---- | ------- | ------- | ------ |
| Nombre de persones | 129  | 180     | 143     | 150    |
| Diferència         |      | +39,53% | −20,55% | +4,89% |

| Godina             | 2023 | 2024   |
| ------------------ | ---- | ------ |
| Nombre de persones | 154  | 150    |
| Diferència         |      | −2,59% |